# Rajnold Przezdziecki

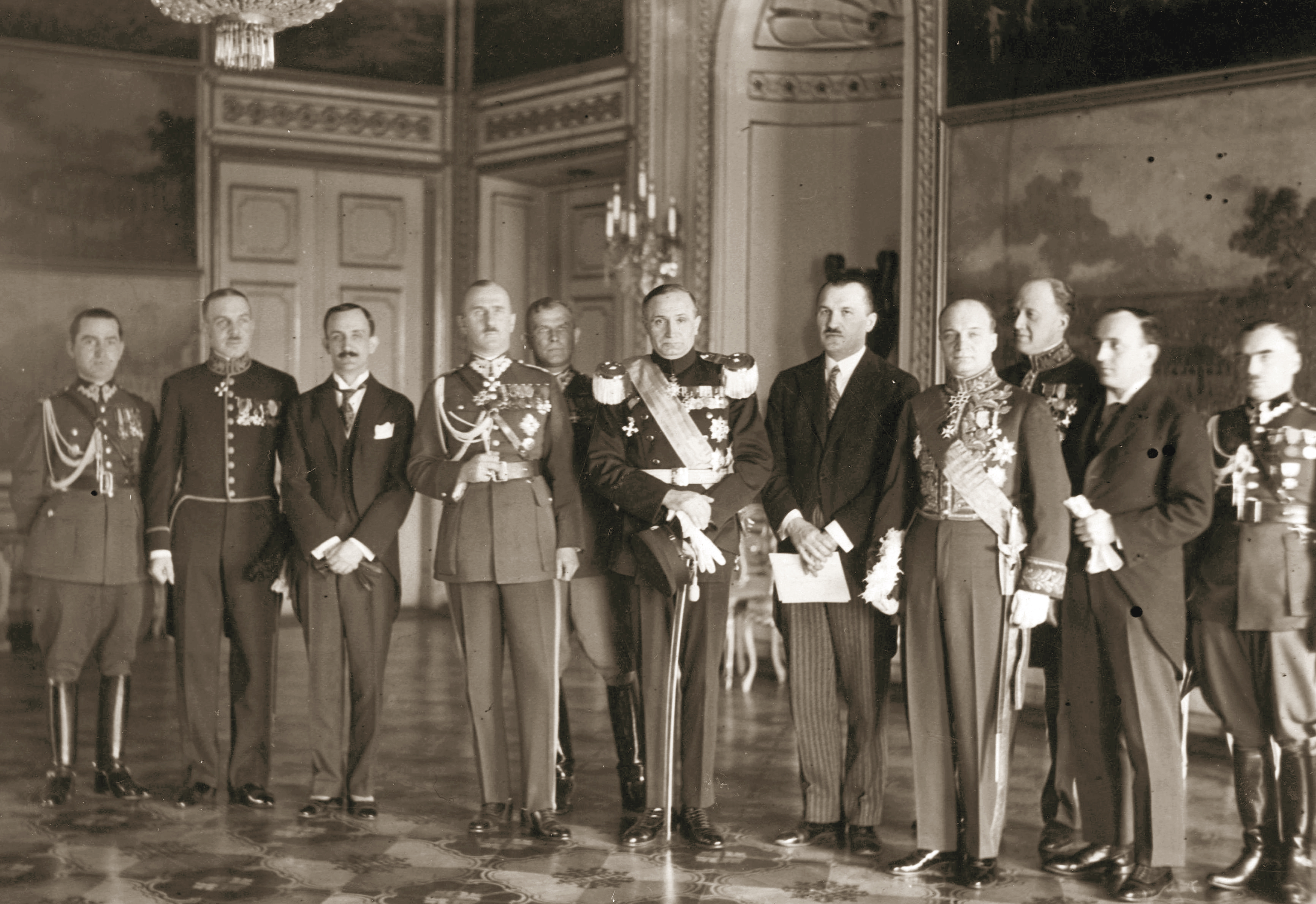
Złożenie listów uwierzytelniających prezydentowi RP przez posła Jugosławii Branco Lazarevicia 14 marca 1929 r.; Rajnold Przezdziecki trzeci z prawej

Rajnold Franciszek Feliks Przezdziecki (ur. 26 lipca 1884 w Rakiszkach, zm. 12 maja 1955 w Lozannie) – polski dyplomata i historyk, od 1913 hrabia z nadania Mikołaja II Romanowa.

## Życiorys
Urodził się w rodzinie Konstantego i Elżbiety Izabeli z Plater-Zyberków (1844–1907). Brat bliźniaków: Konstantego i Stefana oraz Józefa Aleksandra Rajnolda (1872–1956), Marii Ludwiki Stanisławy (1874–1949), Heleny Anny Gracjanny (1875–1966), Jana Aleksandra Stanisława (1877–1944). Wykształcenie otrzymał domowe.
Po śmierci ojca został właścicielem dóbr na Litwie (Komaje oraz Soły) oraz Tyzenhauz z przyległościami (Schodern, Alt-Grünwalt i Neu Grünwalt), Pałacu w Postawach, zawierającej 60 tys. tomów Biblioteki Ordynacji Przezdzieckich i pałacu w Warszawie. Fundator istniejącej w latach 1913–1921 Ordynacji Hr. Przezdzieckich.
W okresie międzywojennym mieszkał w Warszawie. Pracował w MSZ od 15 lipca 1921, od 15 września 1928 na stanowisku zastępcy dyrektora protokołu dyplomatycznego. Z powodu niepojawienia się na pogrzebie marszałka Piłsudskiego (przebywał wówczas na urlopie we Włoszech), z dniem 1 sierpnia 1935 został przeniesiony w stan nieczynny, a od 31 stycznia 1936 w stanie spoczynku z zachowaniem paszportu dyplomatycznego.
Po wybuchu II wojny światowej przedostał się do Szwecji, gdzie przez siedem lat pracował w Bibliotece Królewskiej. W 1947 wyjechał do Szwajcarii, do brata Józefa. Zmarł 12 maja 1955 w Lozannie.

## Ordery i odznaczenia
- Krzyż Komandorski Orderu Odrodzenia Polski
- Złoty Krzyż Zasługi (10 listopada 1925)[2]
- Medal Dziesięciolecia Odzyskanej Niepodległości
- Wielki Komandor Orderu Feniksa (Grecja)
- Wielki Oficer Orderu Korony Rumunii (Rumunia)
- Wielki Oficer Orderu Zasługi (Węgry)
- Wielki Oficer Orderu św. Sawy (Jugosławia)
- Wielki Oficer Orderu Chrystusa (Portugalia)
- Wielki Oficer Orderu Korony Dębowej (Luksemburg)
- Wielki Oficer Orderu św. Grzegorza Wielkiego (Stolica Apostolska)
- Komandor Orderu św. Grzegorza Wielkiego (Stolica Apostolska)
- Komandor Orderu śś. Maurycego i Łazarza (Włochy)
- Komandor Orderu Gwiazdy Polarnej (Szwecja)
- Komandor Orderu Trzech Gwiazd (Łotwa)
- Oficer Orderu Oranje-Nassau (Holandia)
- Oficer Orderu Legii Honorowej (Francja)
- Kawaler Orderu Legii Honorowej (Francja)
- Kawaler Orderu Karola III (Hiszpania)

Herb Roch III

- Kawaler Maltański (1911, SMOM)

## Publikacje książkowe
- Varsovie, 1924
- Roch czyli Wieża szachowa w herbach polskich i obcych, 1932
- Diplomatie et protocole à la cour de Pologne, 1934
- Wilno, 1938
- Wilno. Ville d'art, 1939
- Varsovie. Avec 170 illustrations en texte et 32 gravures hors texte, 1942
- Ätten Gyllenstierna i Polen, 1946
- Diplomatie et protocole à la cour de Pologne. Ambajadas españolas, 1948
- Diplomatic ventures and adventures. Some experiences of British envoys at the Court of Poland, 1953
- Aleksander Przezdziecki. Historyk, literat z XIX w., 1999